# Lucien Baker
Lucien Baker, född 8 juni 1846 nära Cleveland, Ohio, död 21 juni 1907 i Leavenworth, Kansas, var en amerikansk republikansk politiker. Han representerade delstaten Kansas i USA:s senat 1895–1901. Han var bror till kongressledamoten John Harris Baker.
Lucien Baker avlade juristexamen vid University of Michigan. Han inledde 1868 sin karriär som advokat i Leavenworth, Kansas. Han var stadsåklagare i Leavenworth 1872–1874 och ledamot av delstatens senat 1893–1895. Han efterträdde 1895 John Martin som senator för Kansas. Baker efterträddes 1901 av Joseph R. Burton.
Baker avled 1907 och gravsattes på Mount Muncie Cemetery i Leavenworth County.